# بولانیخا
بولانیخا (به لاتین: Bulanikha) یک منطقهٔ مسکونی در روسیه است که در سرزمین آلتای واقع شده‌است.